# ژولیوس اونا
ژولیوس اونا (انگلیسی: Julius Onah؛ زادهٔ ۱۰ فوریهٔ ۱۹۸۳) کارگردان فیلم اهل ایالات متحده آمریکا است.